# Əliyaqublu
Əliyaqublu è un comune dell'Azerbaigian situato nel distretto di Şəmkir. 